# Roberto Moreno (autóversenyző)
Roberto Pupo Moreno (Rio de Janeiro, 1959. február 11. –) brazil autóversenyző.

## Pályafutása

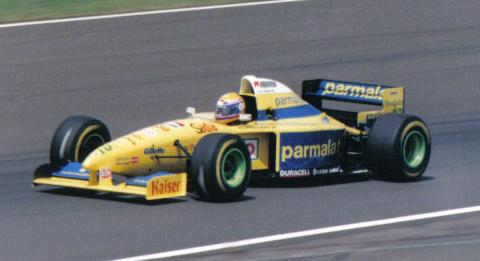
1995-ben a brit nagydíjon

1984-ben csapattársa, Mike Thackwell mögött második lett a Formula–2-es Európa-bajnokságon, majd az Indycar versenyeken indult. 1987-ben tért vissza Európába, ahol a Formula–3000-es kategóriában indult és több nagydíjat is nyert a feltörekvő csapatának, az AGS-nek. A következő évben is a Formula–3000-es sorozaton vett részt és meggyőző fölénnyel bajnok lett. 1982-ben egy sérült versenyző helyettesítésére kérték fel a Lotus csapatnál, kevesen tudják, de ez volt élete első nagydíja. Igaz, kvalifikálnia nem sikerült magát a holland futamra.
1987-ben a szezonzáró két futamra ült be a gyengécske AGS autójába, Ausztráliában bravúros hatodik helyével pontot is szerzett! Egy év kihagyás után 1989-ben már teljes szezonra szerződtette a mezőny egyik leggyengébb autójával rendelkező csapata, a Coloni. Ezzel a kocsival is tudott villantani, négyszer is kvalifikálta magát a futamra a hatalmas lóerő- és aerodinamikai hátrányban levő autójával, de a technika egyszer sem engedte, hogy meglássa a kockás zászlót.
1990-ben még ennyi szerencséje sem volt. A hatalmasra duzzadó mezőnyben nem volt esélye a Life után a leggyengébb autónak számító EuroBrunnal. Két futamra így is sikerült a 26 induló közé verekednie magát, az USA nagydíján a 13. helyen célba is ért. San Marino után előbb kvalifikálni, majd előkvalifikálni sem tudta már magát egyre nagyobb hátrányban levő autójával. Úgy tűnt, a tehetséges Moreno eltűnik a süllyesztőben különösebb eredmény nélkül.
A nagyközönség számára 1990 végén vált igazán ismertté, amikor a sérült Alessandro Nannini helyére, Nelson Piquet mellé leigazolta a Benetton.
A japán nagydíjon Piquet mögött szerzett második helyének köszönhetően a következő idényt is a Benettonnál tölthette. Amikor azonban a csapat leigazolta Michael Schumachert Morenonak távoznia kellett. A következő idényt az Andrea Moda csapatban töltötte, de kevés sikerrel. 1995-ben még a Forti Ford színeiben újrakezdte Forma 1-es pályafutását, de a mezőny leggyengébb technikája volt ismét alatta. Mindössze négyszer látta meg a kockás zászlót, pontszerzésre esélye sem volt a körönként átlagosan 5-6 másodperccel lassabb autójával. Év végén ráunt a sikertelenségre és inkább a tengerentúlra szerződött a következő szezonra.
1996-ban az Indycar bajnokságban folytatta pályafutását. Néhány sikertelen évad után 2000 meghozta számára az áttörést, amikor futamot nyert a Patrick Racing színeiben Clevelandben (egy év múlva Kanadában megismételte győzelmét), sőt a VB címért is sokáig harcban volt kiegyensúlyozott, jó eredményei miatt, de végül Gil deFerran nyert mindkét szezonban. Egészen 2008-ig aktív volt, 49 éves koráig. 2012 végén még egy komoly feladatot kapott, az Indycar autók biztonságosabbá tétele a kocsik teljes áttervezését tette szükségessé. Itt Moreno a tervezésben és a tesztelésben is komoly szerepet kapott. Moreno pályafutása során igazából csak a 2000-es szezon tekinthető kiugrónak, amikor végre igazán megmutathatta tudását egy jó autóval, 41 évesen. Sosem tartozott a leggyorsabb versenyzők közé, de megbízhatósága mellett gumi- és üzemanyagkímélő versenyzési stílusa is emlékezetes marad. Emellett emberileg is mindig is a paddock kedvencei közé tartozott és tartozik a mai napig.

## Eredményei
Teljes Formula–1-es eredménylistája
(Táblázat értelmezése)

(Félkövér: pole-pozícióból indult; dőlt: leggyorsabb kört futott) 

| Év   | Csapat              | Modell          | Motor       | 1      | 2      | 3      | 4      | 5      | 6      | 7      | 8      | 9      | 10     | 11     | 12     | 13      | 14     | 15     | 16     | 17     | Helyezés | Pont |
| ---- | ------------------- | --------------- | ----------- | ------ | ------ | ------ | ------ | ------ | ------ | ------ | ------ | ------ | ------ | ------ | ------ | ------- | ------ | ------ | ------ | ------ | -------- | ---- |
| 1982 | John Player Lotus   | Lotus 91        | Cosworth V8 | RSA    | BRA    | USW    | SMR    | BEL    | MON    | DET    | CAN    | NED Nk | GBR    | FRA    | GER    | AUT     | SUI    | ITA    | CPL    |        | -        | 0    |
| 1987 | Team AGS            | AGS JH22        | Cosworth V8 | BRA    | SMR    | BEL    | MON    | DET    | FRA    | GBR    | GER    | HUN    | AUT    | ITA    | POR    | ESP     | MEX    | JPN Ki | AUS 6  |        | 19.      | 1    |
| 1989 | Coloni SpA          | Coloni FC188B   | Cosworth V8 | BRA Nk | SMR Nk | MON Ki | MEX Nk | USA Nk |        |        |        |        |        |        |        |         |        |        |        |        | -        | 0    |
| 1989 | Coloni SpA          | Coloni C3       | Cosworth V8 |        |        |        |        |        | CAN Ki | FRA Nk | GBR Ki | GER Nk | HUN Nk | BEL Nk | ITA Nk | POR Ki  | ESP Nk | JPN Nk | AUS Nk |        | -        | 0    |
| 1990 | EuroBrun Racing     | EuroBrun ER189  | Judd V8     | USA 13 | BRA Nk | SMR Ki | MON Nk | CAN Nk |        |        |        |        |        |        |        |         |        |        |        |        | 10.      | 6    |
| 1990 | EuroBrun Racing     | EuroBrun ER189B | Judd V8     |        |        |        |        |        | MEX Nk | FRA Nk | GBR Nk | GER Nk | HUN Nk | BEL Nk | ITA Nk | POR Nk  | ESP Nk |        |        |        | 10.      | 6    |
| 1990 | Benetton Formula    | Benetton B190   | Ford V8     |        |        |        |        |        |        |        |        |        |        |        |        |         |        | JPN 2  | AUS 7  |        | 10.      | 6    |
| 1991 | Camel Benetton Ford | Benetton B190B  | Ford V8     | USA Ki | BRA 7  |        |        |        |        |        |        |        |        |        |        |         |        |        |        |        | 10.      | 8    |
| 1991 | Camel Benetton Ford | Benetton B191   | Ford V8     |        |        | SMR 13 | MON 4  | CAN Ki | MEX 5  | FRA Ki | GBR Ki | GER 8  | HUN 8  | BEL 4  |        |         |        |        |        |        | 10.      | 8    |
| 1991 | Team 7UP Jordan     | Jordan 191      | Ford V8     |        |        |        |        |        |        |        |        |        |        |        | ITA Ki | POR 10  | ESP    | JPN    |        |        | 10.      | 8    |
| 1991 | Minardi Team        | Minardi M191    | Ferrari V12 |        |        |        |        |        |        |        |        |        |        |        |        |         |        |        | AUS 16 |        | 10.      | 8    |
| 1992 | Andrea Moda Formula | Moda S921       | Judd V10    | RSA    | MEX    | BRA Nk | ESP Nk | SMR Nk | MON Ki | CAN Nk | FRA NJ | GBR Nk | GER Nk | HUN Nk | BEL Nk | ITA DNP | POR    | JPN    | AUS    |        | -        | 0    |
| 1995 | Parmalat Forti Ford | Forti FG01      | Ford V8     | BRA Ki | ARG -  | SMR -  | ESP Ki | MON Ki | CAN Ki | FRA 16 | GBR Ki | GER Ki | HUN Ki | BEL 14 | ITA Ki | POR 17  | EUR Ki | PAC 16 | JPN Ki | AUS Ki | -        | 0    |

 Indy 500-as eredményei 
| Év   | Modell  | Motor         | Rajthely      | Cél |
| ---- | ------- | ------------- | ------------- | --- |
| 1986 | Lola    | Cosworth      | 32.           | 19. |
| 1994 | Lola    | Ford-Cosworth | Nem jutott be |     |
| 1999 | G-Force | Oldsmobile    | 23.           | 20. |
| 2007 | Panoz   | Honda         | 31.           | 33. |

## Fordítás
- Ez a szócikk részben vagy egészben  a   Roberto Moreno című angol Wikipédia-szócikk fordításán alapul.  Az eredeti cikk szerkesztőit annak laptörténete sorolja fel. Ez a jelzés csupán a megfogalmazás eredetét és a szerzői jogokat jelzi, nem szolgál a cikkben szereplő információk forrásmegjelöléseként.